# HNIW
HNIW, CL-20 – organiczny związek chemiczny, biała krystaliczna substancja, wybuchowa nitroamina. Jest nowoczesnym materiałem wybuchowym kruszącym, w roku 1997 uznawanym za najsilniejszy jaki otrzymano. Po raz pierwszy otrzymał go Arnie Nielsen w roku 1987.
Właściwości:
- Prędkość detonacji: 9500 m/s przy gęstości 1,98 g/cm³, 10 300 m/s przy gęstości 2,03 g/cm³
- Gęstość 1,90–2,05 g/cm³

Znane są cztery izomery HNIW, oznaczane symbolami α, β, γ i ε.
HNIW ze względu na wysokie koszty wytworzenia, czasochłonność i trudność w dostępie do odczynników nie jest produkowany na masową skalę. Stosunkowo duża podatność na wybuch pod wpływem uderzenia wyklucza jego zastosowanie militarne. Natomiast kokryształy HNIW z HMX w stosunku 2:1 wykazują wrażliwość na bodźce mechaniczna zmniejszoną do wartości rejestrowanej dla HMX, podczas gdy prędkość detonacji pozostaje na zbliżonym poziomie, jak dla czystego HNIW.
HNIW można otrzymać w reakcji benzyloaminy z glioksalem: